# Snöstorps socken

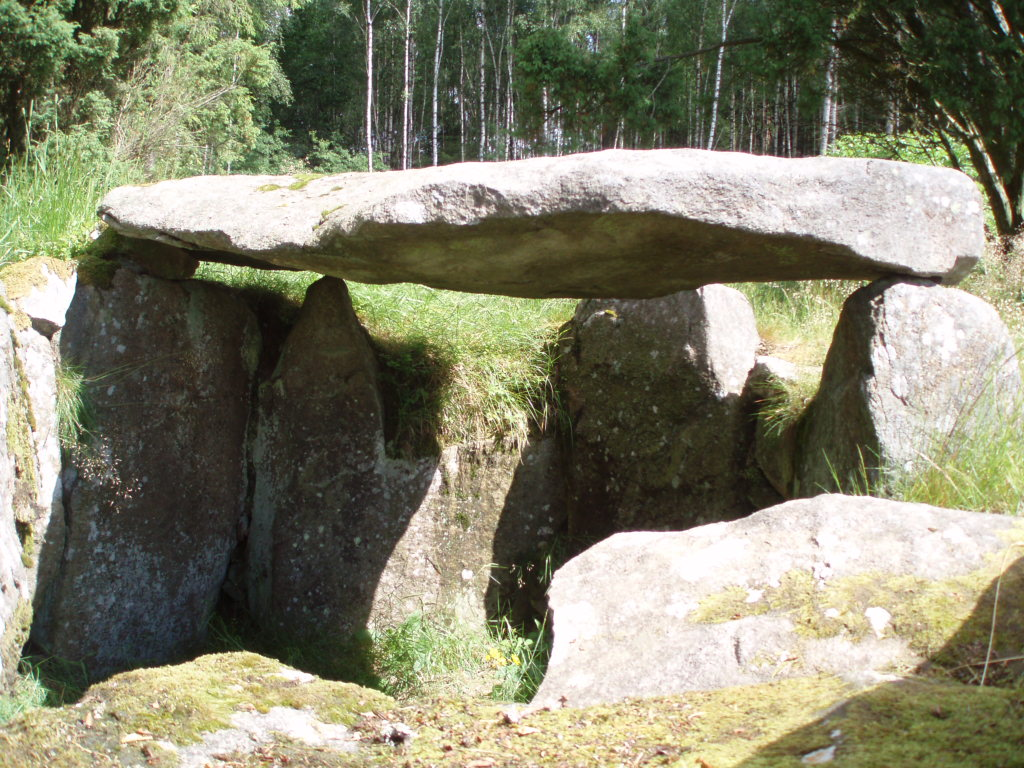
Tolarpsgånggriftens taksten

Snöstorps socken i Halland ingick i Tönnersjö härad, uppgick 1967 i Halmstads stad och området ingår sedan 1971 i Halmstads kommun i Hallands län och motsvarar från 2016 Snöstorps distrikt.
Socknens areal är 65,27 kvadratkilometer, varav 63,54 land. År 2000 fanns här 13 195 invånare. Tätorterna Fyllinge och Skedala samt stadsdelarna Vallås och Snöstorp i Halmstad ligger i socknen. Snöstorp var också kyrkbyn och där ligger sockenkyrkan Snöstorps kyrka.  

## Historia
Under åren 1850-1930 utvandrade 1 100 personer till Nordamerika från socknen. Endast 179 återvände till socknen. Största emigrationen skedde under perioden 1879-1893 då 444 personer emigrerade.

### Administrativ historik
Snöstorps socken har medeltida ursprung.
Vid kommunreformen 1862 övergick socknens ansvar för de kyrkliga frågorna till Snöstorps församling och för de borgerliga frågorna till Snöstorps landskommun. 1928 bröts municipalsamhället Nyhem ut och överfördes till Halmstads stad. Landskommunen uppgick 1952 i Simlångsdalens landskommun innan denna 1967 uppgick i Halmstads stad som 1971 ombildades till Halmstads kommun. Församlingen utökades 2013.
1 januari 2016 inrättades distriktet Snöstorp, med samma omfattning som församlingen hade 1999/2000.  
Socknen har tillhört fögderier och domsagor enligt Tönnersjö härad. De indelta båtsmännen tillhörde Södra Hallands första båtsmanskompani.

## Geografi och natur
Snöstorps socken ligger närmast öster om Halmstad kring Fylleån. Socknen är en slätt- och dalbygd med skog i öster. Största insjö är Torvsjön.
Det finns tre naturreservat i socknen: Brogård och Årnarp ingår i EU-nätverket Natura 2000 medan Hagön är ett kommunalt naturreservat.
Sätesgårdar var Kistinge herrgård och Skedala säteri. De dominerande jordägarna i Snöstorps socken var förutom Skedala gods även Sperlingsholm i Övraby socken.
I socknen finns cirka åtta kilometer öster om Snöstorp småorten Marbäck med rester efter Marbäcks bruk, ett pappersbruk som grundades redan på 1680-talet. Den typiska bruksmiljön med herrgård och flera till verksamheten hörande byggnader tillkom på 1830-talet. Papperstillverkningen pågick till 1959 och sysselsatte som mest 70 personer.

## Fornlämningar
Från stenåldern finns boplatser samt Tolarps gånggrift och från bronsåldern finns gravrösen. Från järnåldern finns gravfält, husgrunder, stensättningar och resta stenar.

## Namnet
Namnet (1451 Snöystorp) kommer från kyrkbyn. Förleden innehåller sannolikt ett manbinamn sned, 'snedvuxen person' eller snöd, 'korthårig; skallig; utblottad'. Efterleden är torp, 'nybygge'.

## Befolkningsutveckling
| Befolkningsutvecklingen i Snöstorps socken 1750–1990                                                    | Befolkningsutvecklingen i Snöstorps socken 1750–1990 | Befolkningsutvecklingen i Snöstorps socken 1750–1990 | Befolkningsutvecklingen i Snöstorps socken 1750–1990 | Befolkningsutvecklingen i Snöstorps socken 1750–1990 |
| --- | ---------------------------------------------------- | ---------------------------------------------------- | ---------------------------------------------------- | ---------------------------------------------------- |
| |                                                      |                                                      |                                                      |                                                      |
| År |                                                      |                                                      | Folkmängd                                            |                                                      |
| 1750 | 1750                                                 |                                                      | 931                                                  |                                                      |
| 1760 | 1760                                                 |                                                      | 880                                                  |                                                      |
| 1769 | 1769                                                 |                                                      | 942                                                  |                                                      |
| 1780 | 1780                                                 |                                                      | 896                                                  |                                                      |
| 1790 | 1790                                                 |                                                      | 977                                                  |                                                      |
| 1800 | 1800                                                 |                                                      | 969                                                  |                                                      |
| 1810 | 1810                                                 |                                                      | 1 108                                                |                                                      |
| 1820 | 1820                                                 |                                                      | 1 188                                                |                                                      |
| 1830 | 1830                                                 |                                                      | 1 311                                                |                                                      |
| 1840 | 1840                                                 |                                                      | 1 466                                                |                                                      |
| 1850 | 1850                                                 |                                                      | 1 758                                                |                                                      |
| 1860 | 1860                                                 |                                                      | 2 097                                                |                                                      |
| 1870 | 1870                                                 |                                                      | 2 164                                                |                                                      |
| 1880 | 1880                                                 |                                                      | 2 255                                                |                                                      |
| 1890 | 1890                                                 |                                                      | 2 519                                                |                                                      |
| 1900 | 1900                                                 |                                                      | 3 134                                                |                                                      |
| 1910 | 1910                                                 |                                                      | 4 879                                                |                                                      |
| 1920 | 1920                                                 |                                                      | 5 798                                                |                                                      |
| 1930 | 1930                                                 |                                                      | 2 243                                                |                                                      |
| 1940 | 1940                                                 |                                                      | 2 205                                                |                                                      |
| 1950 | 1950                                                 |                                                      | 2 556                                                |                                                      |
| 1960 | 1960                                                 |                                                      | 2 850                                                |                                                      |
| 1970 | 1970                                                 |                                                      | 3 929                                                |                                                      |
| 1980 | 1980                                                 |                                                      | 11 321                                               |                                                      |
| 1990 | 1990                                                 |                                                      | 12 856                                               |                                                      |
| Anm: Källor: Umeå universitet - Tabellverket 1749-1859, Demografiska databasen, CEDAR, Umeå universitet |                                                      |                                                      |                                                      |                                                      |